# Печею
Печею (рум. Peceiu) — село у повіті Селаж в Румунії. Входить до складу комуни Бенішор.
Село розташоване на відстані 390 км на північний захід від Бухареста, 15 км на південний захід від Залеу, 67 км на північний захід від Клуж-Напоки.

## Населення
За даними перепису населення 2002 року у селі проживали 1095 осіб, з них 1093 особи (99,8%) румунів. Рідною мовою 1093 особи (99,8%) назвали румунську.